# Раштрия джаната дал
Раштрия джаната дал (англ. Rashtriya Janata Dal, RJD — «Национальная народная партия») — индийская социально-консервативная политическая партия из штата Бихар. Возникла в 1997 году в результате раскола в партии «Джаната дал». Основателем РДД выступил влиятельный индийский политик Лалу Прасад Ядав.
В 2008 году РДД стала национальной партией, но уже в июле 2010 года потеряла этот статус. В 1990—1997 годах пост главного министра (главы администрации) штата Бихар занимал основатель РДД Лалу Прасад Ядав, а в 1997—2005 годах — его жена Рабри Деви. По данным на 2010 год в Лок сабхе РДД была представлена такими политиками, как Лалу Прасад Ядав, Рагхуванш Прасад Сингх, Джагадананд Сингх и Ума Шанкар Сингх. В Раджья сабхе партию представляли Рам Крипал Ядав, Премчанд Гупта и Раджнити Прасад.